# Luis de Góngora y Argote
Luis de Góngora y Argote (Còrdova, 11 de juliol de 1561 - 23 de maig de 1627) fou un poeta i dramaturg del Segle d'or espanyol, màxim exponent del corrent literari conegut com a culteranisme o gongorisme, que més tard imitarien altres artistes. Les seves obres van ser objecte d'exegesi ja en la seva mateixa època.

## Biografia
Va estudiar a Salamanca, va prendre ordes menors el 1585 i va ser canonge beneficiat de la catedral cordovesa, comissionat per la qual va viatjar en diverses missions del seu capítol per Galícia, Navarra, Andalusia i Castella. Felip III el va anomenar capellà reial i per a exercir-hi va haver de viure en la cort fins a 1626, arruïnat en el seu afany d'aconseguir càrrecs i prebendes a quasi tots els seus familiars; va morir l'any següent a Còrdova. Velázquez el va retratar amb el front ampli i aclarit, i pels plets, els documents i les sàtires del seu gran enemic, Francisco de Quevedo, sabem que era jovial i xerraire, molt sociable i amant del luxe i de les diversions profanes, com per exemple els naips i els braus, fins al punt que se li va arribar a retraure molt sovint el poc que dignificava els hàbits eclesiàstics. En l'època va ser considerat mestre de la sàtira, tot i que no va arribar als extrems expressionistes de Quevedo ni a les negríssimes tintes de Juan de Tassis y Peralta, segon Comte de Villamediana, que va ser amic seu i un dels seus millors deixebles poètics. Va morir d'apoplexia als 65 anys, tot i que anys abans ja havia perdut la memòria. És enterrat a la catedral-mesquita de Còrdova.
En la seva poesia hom solia distingir dos períodes: el tradicional, que fa ús dels metres curts i temes lleugers, utilitzant-hi cançons, tercets, desenes, romanços, corrandes, etc. Aquest període s'estendria fins a l'any 1610, en què canviaria rotundament per a tornar-se culterà, fent ús de metàfores difícils, moltes al·lusions mitològiques, cultismes, transposicions, etcètera; però Dámaso Alonso va demostrar que aquestes dificultats estaven ja presents en la seua primera època i que la segona és només una intensificació d'aquests recursos realitzada per motius estètics.

## Obra

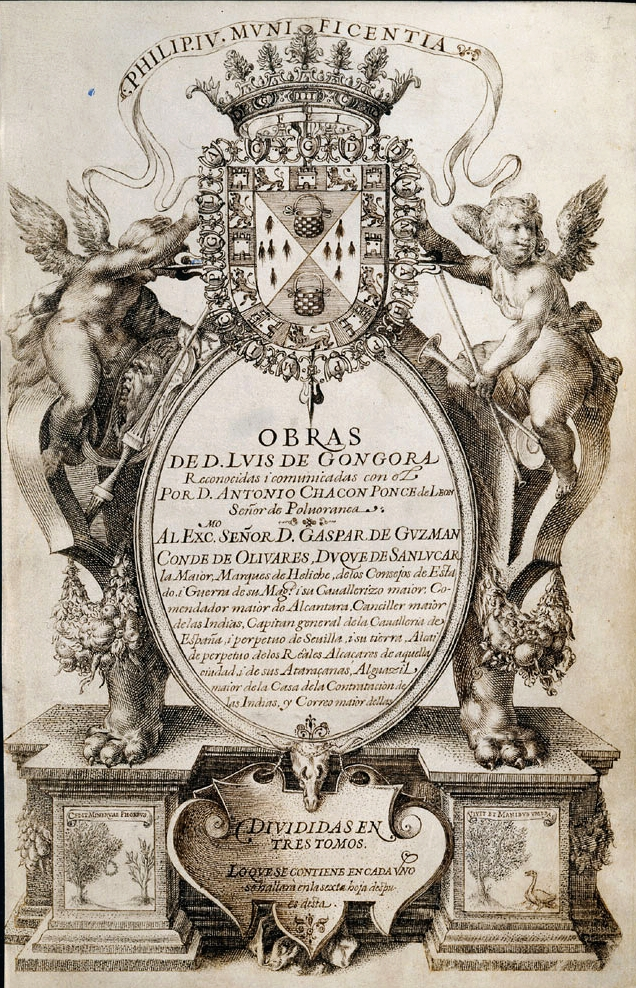
Manuscrit de les obres de Góngora

Tot i que Góngora no va publicar les seves obres (un intent seu en 1623 no va fructificar), aquestes van passar de mà en mà en còpies manuscrites que es van col·leccionar i van recopilar en cançoners, romancers i antologies publicats amb el seu permís o sense. Durant un temps es va creure que el manuscrit més autoritzat era l'anomenat Manuscrit Chacón (copiat per Antonio Chacón, Senyor de Polvoranca, per al Comte-duc d'Olivares), ja que conté aclariments del mateix Góngora i la cronologia de cada poema; però aquest manuscrit, tenint en compte l'alt personatge a qui va destinat, prescindeix de les obres satíriques i vulgars. El mateix any de la seva mort, això no obstant, Juan López Vicuña va publicar ja un volum titulat Obres en vers de l'Homer espanyol que es considera també molt fiable i important en la fixació del corpus gongorí; les seues atribucions solen ser precises; no obstant superada després per la de Gonzalo de Hoces l'any 1633. D'altra banda, les obres de Góngora, com anteriorment les de Juan de Mena i Garcilaso de la Vega, van gaudir l'honor de ser àmpliament glossades i comentades per personatges de la talla de Díaz de Rivas, Pellicer, Salcedo Coronel, Salazar Mardones, Pedro de Valencia i d'altres.
Tot i que a les seves obres inicials ja s'hi troba el típic conceptisme del barroc, Góngora, el tarannà del qual era el d'un esteta descontentadís («el major fiscal de les meves obres sóc jo», solia dir), no en va quedar conforme i va decidir intentar segons les seves pròpies paraules «hacer algo no para muchos» (Fer quelcom per a minories) i intensificar encara més la retòrica i la imitació de la poesia llatina clàssica introduint nombrosos cultismes i una sintaxi basada en la transposició de l'ordre natural dels mots en la frase i en la simetria; igualment va estar molt atent a la sonoritat del vers, que cuidava com un autèntic músic de la paraula, omplint epicúriament els seus versos de matisos sensorials de color, so i tacte. A més, mitjançant recursos que Dámaso Alonso, un dels seus principals estudiosos, va anomenar elusiones i al·lusions, va convertir cada un dels seus poemes últims menors i majors en un fosc exercici per a ments despertes i erudites, com una espècie d'endevinalla o emblema intel·lectual que causa plaer en el seu desxiframent. És l'estètica barroca que es va anomenar en el seu honor gongorisme o, amb un mot que ha fet millor fortuna i que va tenir en el seu origen un valor despectiu per la seva analogia amb el terme luteranisme, Culteranisme, ja que els seus adversaris consideraven els poetes culterans uns autèntics heretges de la poesia.
La crítica, des de Marcelino Menéndez Pelayo ha distingit tradicionalment dues èpoques o dues maneres en l'obra de Góngora: el «príncep de la llum», que correspondria a la seva primera etapa com a poeta, on compon senzills romanços i corrandes lloats unànimement fins a l'època Neoclàssica, i el «príncep de les tenebres», a partir de 1610, any en què escriu l'oda A la toma de Larache (A la conquesta de Larraix) i es torna autor de poemes foscos i inintel·ligibles. Fins a l'època romàntica aquesta part de la seva obra va ser durament criticada i fins i tot censurada pel neoclàssic Ignacio de Luzán. Aquesta teoria va ser rebatuda per Dámaso Alonso, qui va demostrar que la complicació i la foscor ja hi són presents en la seva primera època i que com a fruit d'una natural evolució va arribar als gosats extrems que tant se li han retret. En romanços com la Fábula de Píramo y Tisbe i en algunes corrandes apareixen jocs de paraules, al·lusions, conceptes i una sintaxi llatinitzant, si bé aquestes dificultats apareixen emmascarades per la brevetat dels seus versos, la seua musicalitat i ritme i per l'ús de formes i temes tradicionals.

### Poemes
Hom tendeix a agrupar la seva poesia en dos blocs, poemes menors i majors, corresponents més o menys a dues etapes poètiques successives. En la seva joventut, Góngora va compondre nombrosos romanços, d'inspiració literària, com el de Angélica y Medoro, de captius, de tema piratesc o de to més personal i líric, alguns d'ells de caràcter autobiogràfic en què narra els seus records infantils, i també nombroses corrandes líriques i satíriques i romanços burlescos. La gran majoria són una constant acumulació de jocs conceptistes, equívocs, paronomàsies, hipèrboles i jocs de paraules típicament barrocs. Entre ells se situa el llarg romanç Faula de Píramo i Tisbe (1618), complexíssim poema que va ser el que va costar més treball al seu autor i pel qual sentia gran estima, i on s'intenta elevar la paròdia, procediment típicament barroc, a categoria tan artística com les altres. La major part de les corrandes estan adreçades, com en el cas de Quevedo, a escarnir a les dames pidolaires i a atacar el desig de riqueses. Mereixen també el seu lloc les sàtires contra diversos escriptors, especialment Quevedo o Lope de Vega.
Junt amb aquests poemes, al llarg de la seva vida no va deixar Góngora d'escriure sonets perfectes sobre una àmplia gamma de temes (amorosos, satírics, morals, filosòfics, religiosos, de circumstàncies, polèmics, laudatoris, funeraris), autèntics objectes verbals autònoms per la seva intrínseca qualitat estètica i on el poeta cordovès explora distintes possibilitats expressives de l'estil que està forjant o arriba a presagiar obres venidores, com el famós «Descaminado, enfermo, peregrino…», que anuncia les Soledades (Soledats). Entre els tòpics usuals (carpe diem, etc.) destaquen, això no obstant, com més genuïns els últims, de tema autobiogràfic, en què el tema de la decrepitud, la vellesa i el pas del temps adquireixen una tràgica grandesa.
Els poemes majors van ser, això no obstant, els que van ocasionar la revolució culterana i l'immens escàndol subsegüent, ocasionat per la gran foscor dels versos d'aquesta estètica. Són la Faula de Polifem i Galatea (1612) i les incompletes i incompreses Soledades (la primera escrita abans de maig de 1613). El primer narra mitjançant l'estrofa vuitena real un episodi mitològic de les Metamorfosis d'Ovidi, el dels amors del ciclop Polifem per la nimfa Galatea, que el rebutja. Al final, Acis, l'enamorat de Galatea, queda convertit en riu. Góngora ja assaja ací el complex i difícil estil culterà, ple de simetries, transposicions, metàfores de metàforeas o metàfores pures, perífrasis, girs llatins, cultismes, al·lusions i elusiones de termes, procurant suggerir més que anomenar i dilatant la forma de manera que el significat s'esvaïsca a mesura que va sent desxifrat.

### Soledades
Les Soledades havia de ser un poema en silves, dividit en quatre parts, corresponents cada una al·legòricament a una edat de la vida humana i a una estació de l'any, i serien havien de ser anomenades com Soledad de los campos, Soledad de las riberas, Soledad de las selvas i Soledad del yermo. Però Góngora només va compondre la dedicatòria al Duc de Béjar i les dues primeres, i va deixar inconclusa la segona, els últims 43 versos de la qual van ser afegits bastant temps després. L'estrofa no era nova, però sí que era la primera vegada que s'aplicava a un poema tan extens. La seua forma, de caràcter aestròfic, era la que donava més llibertat al poeta, que d'aquesta manera s'acostava cada vegada més al vers lliure i feia progressar la llengua poètica fins a extrems que només aconseguirien els poetes del Parnassianisme i el Simbolisme francès en el segle xix.
L'argument de la Soledad primera és molt poc convencional, tot i que s'inspira en un episodi de l'Odissea, el de Nausicaa: un nàufrag jove aplega a una costa i és recollit per uns cabrers. Però aquest argument és només un pretext per a un autèntic frenesí descriptiu: el valor del poema és líric més que narratiu, com va assenyalar Dámaso Alonso, tot i que estudis més recents reivindiquen la seva rellevància narrativa. Góngora ofereix una naturalesa arcàdica, on tot és meravellós i on l'home pot ser feliç, depurant estèticament la seva visió, que no obstant és rigorosament materialista i epicúria (intenta impressionar els sentits del cos, no només de l'esperit), per a fer desaparèixer tot allò que és lleig i desagradable. D'aquesta manera, mitjançant l'elusió, una perífrasi fa desaparèixer una paraula lletja i desagradable (la carn salada i fumada es transforma en «purpuris fils de grana fina» i les tovalles en «neu filada», per exemple).
Les Soledades van causar un gran escàndol pel seu atreviment estètic i la seva foscor hiperculta; les van atacar Francisco de Quevedo, Lope de Vega, el Comte de Salinas i Juan de Jáuregui (qui va compondre un ponderat Antídot contra les "Soledades" i un Exemplar poètic contra elles, però no obstant va acabar professant la mateixa o molt semblant doctrina), entre d'altres; però també va comptar amb grans defensors i seguidors, com Francisco Fernández de Còrdova (Abad de Rute), el Comte de Villamediana, Gabriel Bocángel i, més enllà de l'Atlàntic, Juan de Espinosa Medrano i sor Juana Inés de la Cruz. Amb les Soledades, la lírica castellana es va enriquir amb nous vocables i nous i poderosos instruments expressius, deixant la sintaxi més oberta i lliure que fins llavors. Els poemes de Góngora van merèixer els honors de ser comentats poc després de la seua mort com a clàssics contemporanis, com ho havien estat temps arrere els de Juan de Mena i Garcilaso de la Vega en el segle xvi. Els comentaristes més importants van ser José García de Salcedo Coronel, autor d'una edició comentada en tres volums (1629-1648), José Pellicer de Ossau, qui va compondre unes Lliçons solemnes a les obres del senyor Luis de Góngora y Argote (1630) o Cristóbal de Salazar Mardones, autor d'una Il·lustració i defensa de la "Fábula de Piramo y Tisbe" (Madrid, 1636). En els segles xviii i xix, això no obstant, es va reaccionar contra aquest barroquisme extrem, en un primer moment utilitzant l'estil per a temes baixos i burlescos, com va fer Agustín de Salazar, i poc després, en el segle xviii, relegant la segona fase de la lírica gongorina i els seus poemes majors a l'oblit. No obstant això, per obra de la Generació del 27 i en especial pel seu estudiós Dámaso Alonso, el poeta cordovès va passar a constituir-se en un model admirat també pels seus complexos poemes majors. Fins a tal punt va arribar l'admiració que fins i tot es va intentar la continuació del poema, amb fortuna en el cas de Rafael Alberti (Soledad tercera)

### Teatre
Luis de Góngora va escriure també dues peces teatrals, Las firmezas de Isabela i El doctor Carlino, aquesta última inacabada.